# Serie A 2013-14
La Serie A 2013-14 (coneguda com la Sèrie A TIM per motius de patrocini) va ser la 112a edició de la Lliga italiana de futbol i la 82a temporada d'ençà que es disputa en sistema de lliga i la quarta des de la seva organització sota un comitè de lliga independent de la Sèrie B. La temporada va començar el 24 d'agost de 2013 i va concloure el 18 de maig de 2014. Com en anys anteriors, Nike va proporcionar la pilota oficial per a tots els partits amb un nou model Nike Incyte utilitzat durant tota la temporada. La Juventus va ser la campiona i va defensar amb èxit el seu títol per guanyar un tercer títol consecutiu de la Sèrie A amb un rècord de 102 punts.

## Competició
Un total de 20 equips van competir a la lliga: 17 equips de la temporada 2012-13 i tres promocionats de la campanya de la Sèrie B 2012-13. Palerm, Pescara i Siena van baixar de la màxima categoria. Van ser substituïts pel Sassuolo, campió de la Sèrie B, el subcampió Hellas Verona i el guanyador del play-off Livorno. Hellas Verona va tornar a la Sèrie A després d'una absència d'11 anys, Livorno després de quatre temporades i aquella temporada va marcar el debut del Sassuolo a la Sèrie A.
Per primera vegada en la història de la competició, hi va haver cinc derbis entre equips de la mateixa ciutat: Milà (Internazionale i Milà), Torí (Juventus FC i Torino), Roma (SS Lazio i Roma), Gènova (Gènova i Sampdoria) i Verona (Chievo i Hellas Verona).

## Classificació
- Font: www.resultados-futbol.com/serie_a2014'